# Balogh István (építész)
Balogh István (Szeged, 1927. december 3. – Budapest, 2015. április 2.) Ybl-díjas okleveles építészmérnök, festőművész.

## Életpályája
A szegedi fiatalember a Budapesti Műszaki Egyetem Építészmérnöki Karának hallgatója volt 1946–1950 között. Diplomája megszerzése után tanársegédként tevékenykedett a Budapesti Műszaki Egyetem Rajzi Tanszékén 1950–1953 években, később (1976-tól) a tanszéket vezeti és tanít is. A Magyar Építőművészek Szövetsége Mesteriskoláját 1955-ben végezte el. Az egyetemi évek után a KÖZTI munkatársa, majd 1955-től a LAKÓTERV Vállalat tervező építésze lett.
Magyarországon megszerzett munka tapasztalatát külföldön gyarapítja, 1961-1962-ben a London County Council-nál jár tanulmányúton. Az 1960-as években tervezett épületein felismerhető a modernista angol építészet ráhatása. 1971-1972-ben Tanzániában, Dar es-Salaamban a Ministry of Communication and Labour szakértőjeként nagy beruházásokat tervezett és vezetett. Itt készíti el a Függetlenségi Emlékművet.

### Megvalósult épületei
- 1955. Acélgyári lakótelep, Salgótarján (közös munka Jager Lászlóval)
- 1959. Általános Iskola 12 tantermes, Kiskőrös
- 1960-1961. Iparitanuló-otthon (kollégium) 200 férőhelyes, Szolnok, Ybl-díj 1962-ben ezért a munkájáért
- 1961. Lakóházegyüttes XII. Kis János altábornagy u. 37, Budapest
- 1962-1963. Tisza Áruház, Szeged
- 1966-1967. Szakmunkásképző Iskola, Kecskemét
- 1967-1975. Lakótelep, Százhalombatta
- 1970-1972. MSZMP budapesti pártbizottság intézménye, XI. Villányi út, Budapest

### Festőművészi pályája
Az első önálló képkiállítását 1958-ban a Magyar Építőművészek Szövetsége Székházában, a mai Kós Károly-teremben rendezte meg. Ennek nagy visszhangja volt, mert Balogh István nem tartozott egyik vagy másik mester által képviselt irányzathoz sem, így a kiállított anyagot szokatlanul frissnek és egyéninek tartották. Kelet-afrikai tartózkodása idején tagja lett a [Tanzania Art Society]-nak.
Az 1970-es évektől kezdve több kiállítása is volt. A teljesség igénye nélkül említendő a szentendrei Thurzo Építész Galéria, a budapesti Kék Galéria, az Operaház Vörös Szalonja, az Országos Műemlékvédelmi Hivatal kiállítóterme, illetve a Műegyetem aulája, ahol főleg építészeti formák szerepeltek. Külföldön a karlsruhei Landesmuseumban, a grazi műszaki egyetemen és a római Sapienza Egyetemen voltak láthatók a képei.

### Ars poétikája
"A magánmitológia alkotásának kényszere, folyamatos újrateremtése, átélésének extatikus festészeti rituáléja művészetem fő mozgatórugója. A homogén festői közegben a valóság pszichikai-emocionális komplexitásként jelentkezik a szín, a faktúra, a méret, a mozgás, az akció szuverén festői automatizmusával. Végeredménye a totális élményt sugárzó, egyetemes igényű kijelentésekre képes, autentikus stílus indirekt módon történő építésének lehetősége."